# 鼠袋鼠科
鼠袋鼠科（学名：Potoroidae）为有袋类动物的一科，为一类小型有袋类动物，与袋鼠科相似，后肢强健有力，善于跳跃，前肢比后肢小，捲纏尾有一定的抓握能力。分布于澳大利亚。
- 赤褐袋鼠属（Aepyprymnus）
  - 赤褐袋鼠（Aepyprymnus rufescens）
- 草原袋鼠属(Bettongia)
  - 盖氏袋鼠(Bettongia gaimardi)
  - 草原袋鼠(Bettongia lesueur)
  - 毛尾袋鼠（Bettongia penicillata）
  - 短鼻大袋鼠（Bettongia tropica）
- † 荒漠袋鼠属（Caloprymnus）
  - † 荒漠袋鼠（Caloprymnus campestris）
- 长鼻袋鼠属（Potorous）
  - 澳洲长鼻袋鼠（Potorous longipes）
  - †宽脸袋鼠（Potorous platyops）
  - 长鼻袋鼠（Potorous tridactylus）
  - 吉尔伯特长鼻袋鼠（Potorous gilbertii）